# جي إم كوتزي
جون ماكسويل كوتزي (بالإنجليزية: John Maxwell Coetzee) (وُلد في 9 فبراير من عام 1940)، هو روائي وكاتب مقالات ومترجم ملم بالعديد من اللغات وحامل للجنسية جنوب الأفريقية. حاز كوتزي على جائزة نوبل في الأدب في عام 2003، وحصل أيضًا على جائزة بوكر الأدبية مرتين، وجائزة وكالة الأنباء المركزية الأدبية ثلاث مرات، بالإضافة إلى جائزة القدس وجائزة فيمينا الأدبية وجائزة الرواية العالمية المقدّمة من صحيفة تايمز الأيرلندية، فضلًا عن غيرها من الجوائز وشهادات الدكتوراه الفخرية.
يُعتبر كوتزي أحد أكثر مؤلفي اللغة الإنجليزية نيلًا لاستحسان النقاد، بالإضافة إلى كونه أكثرهم تكريمًا.
انتقل كوتزي إلى أستراليا في عام 2002، وما يزال قاطنًا في مدينة أديلايد حتى الآن. حصل كوتزي على الجنسية الأسترالية في عام 2006.

## حياته ومسيرته المهنية

### نشأته (أيام الصبا)
وُلد كوتزي لأبوين من الأفريكان في مدينة كيب تاون التابعة لمقاطعة الكاب في اتحاد جنوب أفريقيا، وذلك بتاريخ 9 فبراير من عام 1940. كان والده زكريا كوتزي (1912-1988) موظفًا حكوميًا ومحاميًا من وقت لآخر، أما والدته فيرا كوتزي (اسمها عند الولادة: ويماير، 1904-1986) فكانت معلمة مدرسة. تحدثت عائلته باللغة الإنجليزية في المنزل، لكن جون تحدث اللغة الأفريقانية مع أقارب آخرين.
تنحدر عائلة والد كوتزي من سلالة أوائل المهاجرين الهولنديين الذين سكنوا جنوب أفريقيا في القرن السابع عشر، أما عائلة والدته فتنحدر من سلاسة المهاجرين الهولنديين والأمان والبولنديين.
قضى كوتزي معظم طفولته بين كيب تاون ووورسيستر، وهي بلدة في مقاطعة كاب (كبب الغربية حاليًا) كما جاء في مذكراته ذات الطابع الخيالي أيام الصبا: مشاهد من الحياة الريفية (1997). انتقلت عائلته إلى وورسيستر عندما كان في الثامنة من عمره، وذلك بعد خسارة والده لوظيفته الحكومية. التحق كوتزي بكلية سانت جوزيف، التي كانت بمثابة مدرسة كاثوليكية في ضاحية روندبوش في كيب تاون، ليدرس لاحقًا الرياضيات واللغة الإنجليزية في جامعة كيب تاون، حيث حصل على درجة بكالوريوس في الآداب بدرجة شرف في اللغة الإنجليزية في عام 1960 ودرجة بكالوريوس في الآداب بدرجة شرف في الرياضيات في عام 1961.

### لندن (أيام الشباب)
انتقل كوتزي إلى المملكة المتحدة في عام 1962 وعمل كمبرمج حاسوب لصالح شركة آي بي إم في لندن، ثم انتقل للعمل لصالح شركة آي سي تي في براكنيل، حيث بقي حتى عام 1965. حصل كوتزي على درجة الماجستير في الآداب من جامعة كيب تاون في عام 1963، أي أثناء تواجده في المملكة المتحدة، إذ تمحورت أطروحته حول روايات فورد مادكوس فورد وحملت عنوان «أعمال فورد مادكوس فورد مع التركيز على الروايات بشكل خاص» (1963). سرد كوتزي تجاربه في إنجلترا لاحقًا ضمن المجلد الثاني لمذكراته الخيالية أيام الشباب: مشاهد من الحياة الريفية (2002).

### المجال الأكاديمي

#### الولايات المتحدة
التحق كوتزي بجامعة تكساس في أوستن في الولايات المتحدة ضمن إطار تبادل ثقافي لبرنامج فولبرايت في عام 1965، حيث حصل على درجة الدكتوراه في عام 1969. كانت أطروحة الدكتوراه الخاصة به بمثابة تحليل أسلوبي بمساعدة الحاسوب لنثر صمويل بيكيت المكتوب باللغة الإنجليزية. بدأ كوتزي مهنته في تدريس الأدب الإنجليزي في جامعة ولاية نيويورك في بافالو في عام 1968، وبقي في هذا المنصب حتى عام 1971. شرع كوتزي في كتابة روايته الأولى بلاد الغسق أثناء تواجده في بافالو.
سعى كوتزي إلى الحصول على إقامة دائمة في الولايات المتحدة منذ عام 1968، الأمر الذي باء بالفشل لعدد من الأسباب، أهمها مشاركته في الاحتجاجات ضد حرب فيتنام. كان كوتزي واحدًا من بين 45 عضوًا في هيئة التدريس الذين احتلوا قاعة هايز في الجامعة في شهر مارس من عام 1970. اعتُقلوا بتهمة التعدي الجنائي، لكن أُسقطت التهم الموجهة ضدهم في عام 1971.

## من أعماله
- بلاد الغسق - 1974
- في قلب الريف - 1977
- في انتظار البرابرة - 1980
- حياة وزمن مايكل كي - 1983
- فو - 1986
- عصر الحديد - 1999
- سيد بطرسبرغ - 1994
- خزي - 1999
- إليزابيث كوستيلو - 2003
- رجل بطيء - 2005
- يوميات سنة سيئة - 2007
- طفولة المسيح - 2013
- أيام دراسة المسيح - 2016
- موت المسيح - 2019

## وصلات خارجية
- جي إم كوتزي على موقع IMDb (الإنجليزية)
- جي إم كوتزي على موقع الموسوعة البريطانية (الإنجليزية)
- جي إم كوتزي على موقع مونزينجر (الألمانية)
- جي إم كوتزي على موقع ألو سيني (الفرنسية)
- جي إم كوتزي على موقع ميوزك برينز (الإنجليزية)
- جي إم كوتزي على موقع أول موفي (الإنجليزية)
- جي إم كوتزي على موقع إن إن دي بي (الإنجليزية)
- جي إم كوتزي على موقع ديسكوغز (الإنجليزية)
- جي إم كوتزي على موقع قاعدة بيانات الفيلم (الإنجليزية)
- جي إم كوتزي على موقع كينوبويسك (الروسية)
- جي إم كوتزي  على قاعدة بيانات الخيال التأملي على الإنترنت